# Rivière Kouchibouguac
La  rivière Kouchibouguac est une rivière du Nouveau-Brunswick qui se déverse dans le détroit de Northumberland au parc national de Kouchibouguac. Les communautés suivantes se trouvent le long du fleuve, d'amont en aval : Acadie Siding, Acadieville et Kouchibouguac.

## Toponymie
« Kouchibouguac » provient du micmac Pijeboogwek qui a été partiellement corrompu par le français. Le terme signifie « rivière au longue marée ».

## Notes et références

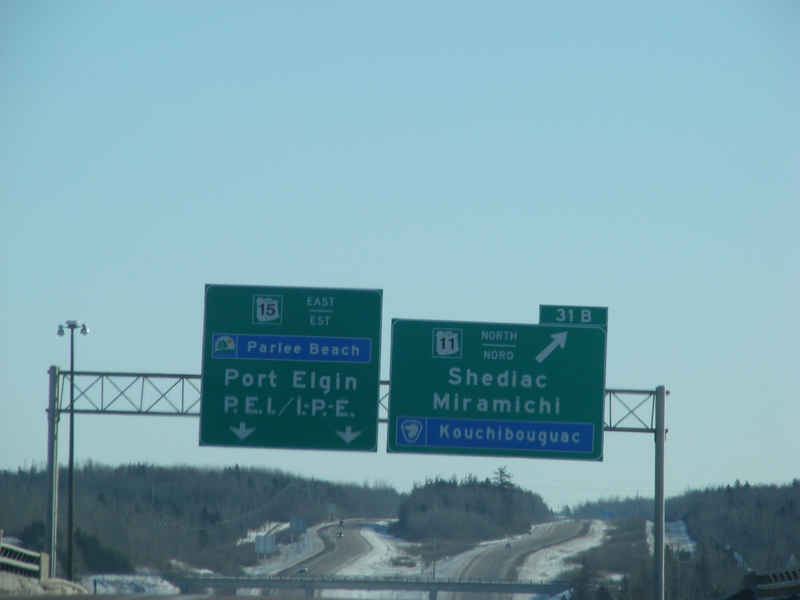
Panneau routier indiquant le parc national de Kouchibougnac.